# Iweta Faron
Iweta Faron (ur. 8 grudnia 1999 r. w Obidowej) – polska paraolimpijka, biathlonistka i biegaczka narciarska, uczestniczka zimowych igrzysk paraolimpijskich w klasie zawodniczek stojących, dwukrotna mistrzyni Polski.
Urodziła się z niepełnosprawnością w postaci braku prawej dłoni. Zaczęła sportową karierę w wieku 8 lat. Pewnego razu jej brat pożyczył jej narty biegowe w celu spróbowania nowej formy aktywności fizycznej. Zachęcana przez swoją matkę, która reprezentowała swój kraj w biegach narciarskich, zdecydowała, że chce uprawiać tę dyscyplinę sportową. Profesjonalne treningi zaczęła w 2015 roku.
Jej ulubionym sportowcem jest Norweżka startująca w biegach narciarskich Marit Bjørgen. Zna język polski i angielski.

## Występy na igrzyskach paraolimpijskich

### Biathlon
| Miejsce | Dzień    | Rok  | Miejscowość | Konkurencja | Czas biegu | Strata   | Zwyciężczyni          |
| ------- | -------- | ---- | ----------- | ----------- | ---------- | -------- | --------------------- |
| 15.     | 10 marca | 2018 | Pjongczang  | 6 km        | 23:41,1    | +6:35,0  | Jekaterina Rumiancewa |
| 8.      | 13 marca | 2018 | Pjongczang  | 10 km       | 42:22,8    | +8:12,8  | Jekaterina Rumiancewa |
| 12.     | 16 marca | 2018 | Pjongczang  | 12,5 km     | 51:11,9    | +12:15,1 | Anna Milenina         |

### Biegi narciarskie
| Miejsce | Dzień    | Rok  | Miejscowość | Konkurencja           | Czas biegu | Strata | Zwyciężczyni          |
| ------- | -------- | ---- | ----------- | --------------------- | ---------- | ------ | --------------------- |
| –       | 12 marca | 2018 | Pjongczang  | 15 km stylem dowolnym | DNF        | DNF    | Jekaterina Rumiancewa |